# ماریا بایو

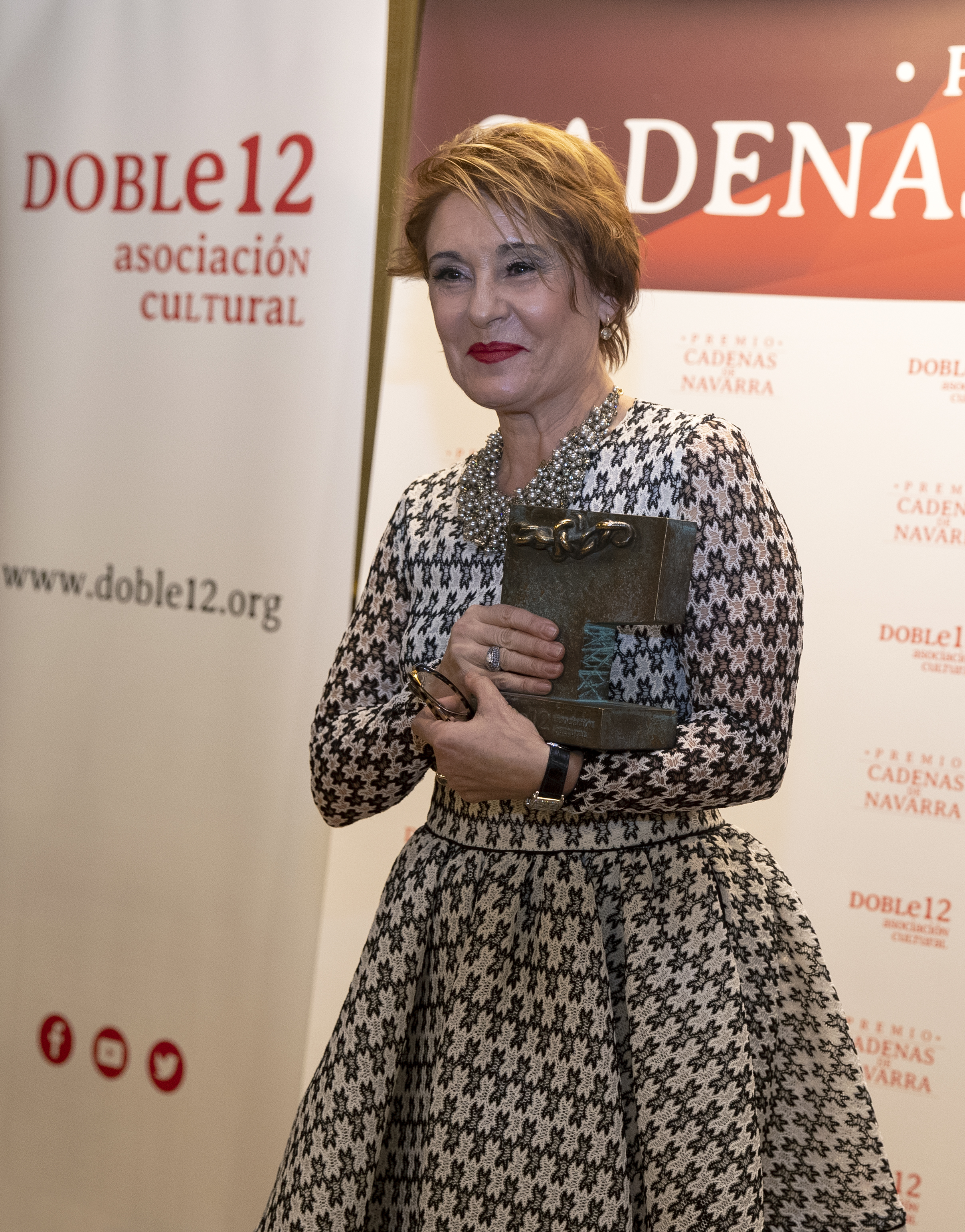
ماریا جوسه فینا بایو خیمه نس

ماریا بایو (اسپانیایی: María Bayo‎؛ زادهٔ ۲۸ مهٔ ۱۹۶۱) یک خواننده سوپرانو اپرا اهل اسپانیا است.
او دانش‌آموختهٔ «هنرستان موسیقی نابارو» در پامپلونا و مدرسهٔ موسیقی دتمولد در آلمان است.